# 峨博掌遗址
峨博掌遗址，位于中国青海省海晏县金滩乡下巴台，为青海省市县级文物保护单位，公布日期为1988年5月19日，类型为古遗址。
峨博掌遗址的历史年代为唐汪式、卡约文化。